# Davenescourt
Davenescourt település Franciaországban, Somme megyében. Lakosainak száma 548 fő (2022. január 1.). Davenescourt Hangest-en-Santerre, Fignières, Arvillers, Becquigny, Boussicourt és Trois-Rivières községekkel határos.

## Népesség
A település népességének változása:
| Lakosok száma | 542  | 555  | 566  | 563  | 568  | 575  | 566  | 557  | 548  |
|               | 2013 | 2015 | 2016 | 2017 | 2018 | 2019 | 2020 | 2021 | 2022 |